# Ai Sugiyama
Ai Sugiyama (杉山愛 Sugiyama Ai?), född 5 juli 1975 i Yokohama, Japan, är en japansk högerhänt före detta professionell tennisspelare med stora framgångar både som singel- och dubbelspelare. Ai Sugiyama blev professionell spelare på WTA-touren i oktober 1992. Under WTA-karriären har hon vunnit 6 singel- och 33 dubbeltitlar. Bland dubbelmeriterna märks tre Grand Slam-titlar och en i mixed dubbel. Hon har också deltagit i ytterligare sex GS-dubbelfinaler. Hon rankades som bäst som nummer 8 i singel (februari 2004) och som nummer 1 i dubbel (oktober 2000). Hon har till juli 2007 i prispengar spelat in 6 676 493 US dollar. 

## Tenniskarriären
Sugiyama vann sin första singeltitel på WTA-touren 1997, då hon i finalen i Tokyo besegrade amerikanskan Amy Frazier (4-6, 6-4, 6-4). Övriga singelfinaler har hon vunnit genom finalsegrar över Corina Morariu (Tokyo 1998), Maria Vento-Kabchi (Gold Coast 1998), Kim Clijsters (Scottsdale 2003) och Nadia Petrova (Linz 2003, Gold Coast 2004).
Tillsammans med den indiske spelaren Mahesh Bhupathi vann Ai Sugiyama sin första GS-titel 1999 i US Open. Sin första GS-dubbeltitel vann hon också i US Open då hon tillsammans med Julie Halard-Decugis i turneringen år 2000 nådde dubbelfinalen. Paret besegrade där Cara Black/Jelena Likhovtseva med 6-0, 1-6, 6-1. Säsongen 2003 spelade hon två dubbelfinaler i GS-turneringar tillsammans med Kim Clijsters. Paret vann båda; först Franska öppna (finalseger över Paola Suárez/Virginia Ruano Pascual, 6-7, 6-2, 9-7) och senare på sommaren över samma finalmotståndare i Wimbledonmästerskapen (6-4, 6-4). Ai Sugiyama har dessutom spelat final i Wimbledonmästerskapen ytterligare 4 gånger, senast 2006 och 2007 tillsammans med Katarina Srebotnik.   
Ai Sugiyama deltog i det japanska Fed Cup-laget 1995-2000, 2003-04 och 2006-07. Hon har totalt spelat 39 matcher och vunnit 23 av dessa. Hon deltog också i det japanska olympiska laget 1996, 2000, 2004 och 2008. Sugiyama avslutade sin karriär 2009.

## Spelaren och personen
Ai Sugiyama hade stora framgångar som junior och rankades i maj 1991 som världsetta bland juniorer. Sugiyama tränas av sin mor. Hon spelar med dubbelfattad backhand. Hon är en snabb och vältränad spelare med ett aggressivt spelsätt. 

## Grand Slam-titlar
- Franska öppna
  - Dubbel - 2003 (med Kim Clijsters)
- Wimbledonmästerskapen
  - Dubbel - 2003 (med Kim Clijsters)
- US Open
  - Dubbel - 2000 (med Julie Halard-Decugis)
  - Mixed dubbel - 1999 (med Mahesh Bhupathi)

## Övriga WTA-titlar
- Singel
  - 2004 - Gold Coast
  - 2003 - Scottsdale, Linz
  - 1998 - Gold Coast, Tokyo
  - 1997 - Tokyo
- Dubbel
  - 2006 - Doha, Rom (båda med Daniela Hantuchova)
  - 2005 - Birmingham (med Daniela Hantuchova)
  - 2004 - Montréal (med Shinobu Asagoe), Bali (med Anastasia Myskina)
  - 2003 - Sydney, Antwerp, Scottsdale, San Diego, Zürich (alla med Kim Clijsters), Linz (med Anke Huber)
  - 2002 - Memphis (med Jelena Tatarkova)
  - 2001 - Canberra, Indian Wells (båda med Nicole Arendt)
  - 2000 - Sydney, Miami, New Haven, Tokyo, Moskva (alla med Julie Halard-Decugis), Eastbourne (med Nathalie Tauziat)
  - 1999 - Sydney, Strasbourg (båda med Jelena Likhovtseva)
  - 1998 - Gold Coast, Luxembourg, Leipzig, Philadelphia (alla med Likhovtseva)
  - 1997 - Tokyo (med Monica Seles)
  - 1996 - Tokyo [Japan Open] (med Kimiko Date)
  - 1995 - Hobart (med Kyoko Nagatsuka)
  - 1994 - Tokyo [Japan Open] (med Mami Donoshiro)